# Єнс Баксманн
Єнс Баксманн (нім. Jens Baxmann; нар. 24 березня 1985, Вернігероде) — німецький хокеїст, що грав на позиції захисника. Грав за збірну команду Німеччини.

## Ігрова кар'єра
Уродженець Вернігероде Єнс вихованець місцевої хокейної школи. На юніорському рівні виступав у складі команди «Айсберен Берлін». Професійну хокейну кар'єру розпочав 2003 року вже у дорослій команді «Айсберен Берлін», яка виступала у ДХЛ. Після шістнадцяти сезонів у складі столичної команди Баксманн підписав дворічний контракт з клубом «Ізерлон Рустерс».
Завершив кар'єру гравця у складі команди «Лужицькі лисиці».
Був гравцем юніорської збірної Німеччини та молодіжної збірної.
Виступав за національну збірну Німеччини на двох чемпіонатах світу 2013 та 2015 років.

## Нагороди та досягнення
- Чемпіон Німеччини у складі «Айсберен Берлін» — 2005, 2006, 2008, 2009, 2011, 2012, 2013.

## Статистика

### Клубні виступи
| Сезон        | Клуб              | Ліга         | Регулярний сезон | Регулярний сезон | Регулярний сезон | Регулярний сезон | Регулярний сезон | Плей-оф | Плей-оф | Плей-оф | Плей-оф | Плей-оф |
| Сезон        | Клуб              | Ліга         | І                | Г                | П                | О                | ШХ               | І       | Г       | П       | О       | ШХ      |
| ------------ | ----------------- | ------------ | ---------------- | ---------------- | ---------------- | ---------------- | ---------------- | ------- | ------- | ------- | ------- | ------- |
| 2003–04      | «Айсберен Берлін» | ДХЛ          | 35               | 0                | 0                | 0                | 41               | 11      | 0       | 1       | 1       | 2       |
| 2004–05      | «Айсберен Берлін» | ДХЛ          | 13               | 0                | 0                | 0                | 0                | 12      | 0       | 0       | 0       | 0       |
| 2005–06      | «Айсберен Берлін» | ДХЛ          | 44               | 1                | 5                | 6                | 20               | 11      | 1       | 2       | 3       | 2       |
| 2006–07      | «Айсберен Берлін» | ДХЛ          | 51               | 3                | 2                | 5                | 14               | 3       | 0       | 0       | 0       | 2       |
| 2007–08      | «Айсберен Берлін» | ДХЛ          | 54               | 5                | 10               | 15               | 55               | 14      | 0       | 1       | 1       | 16      |
| 2008–09      | «Айсберен Берлін» | ДХЛ          | 49               | 5                | 8                | 13               | 32               | 12      | 0       | 3       | 3       | 10      |
| 2009–10      | «Айсберен Берлін» | ДХЛ          | 53               | 2                | 6                | 8                | 59               | 5       | 1       | 0       | 1       | 2       |
| 2010–11      | «Айсберен Берлін» | ДХЛ          | 52               | 7                | 6                | 13               | 14               | 12      | 0       | 1       | 1       | 2       |
| 2011–12      | «Айсберен Берлін» | ДХЛ          | 50               | 4                | 11               | 15               | 57               | 13      | 0       | 4       | 4       | 4       |
| 2012–13      | «Айсберен Берлін» | ДХЛ          | 45               | 3                | 10               | 13               | 52               | 13      | 4       | 2       | 6       | 10      |
| 2013–14      | «Айсберен Берлін» | ДХЛ          | 17               | 1                | 4                | 5                | 22               | –       | –       | –       | –       | –       |
| 2014–15      | «Айсберен Берлін» | ДХЛ          | 51               | 4                | 4                | 8                | 24               | 3       | 0       | 1       | 1       | 0       |
| 2015–16      | «Айсберен Берлін» | ДХЛ          | 50               | 3                | 9                | 12               | 24               | 7       | 0       | 0       | 0       | 10      |
| 2016–17      | «Айсберен Берлін» | ДХЛ          | 50               | 1                | 7                | 8                | 24               | 12      | 0       | 1       | 1       | 8       |
| 2017–18      | «Айсберен Берлін» | ДХЛ          | 51               | 5                | 12               | 17               | 20               | 18      | 1       | 2       | 3       | 18      |
| 2018–19      | «Айсберен Берлін» | ДХЛ          | 49               | 1                | 5                | 6                | 20               | –       | –       | –       | –       | –       |
| 2019–20      | «Ізерлон Рустерс» | ДХЛ          | 45               | 1                | 8                | 9                | 28               | –       | –       | –       | –       | –       |
| 2020–21      | «Ізерлон Рустерс» | ДХЛ          | 31               | 1                | 2                | 3                | 24               | 3       | 0       | 0       | 0       | 2       |
| 2021–22      | «Лужицькі лисиці» | ДХЛ 2        | 31               | 6                | 9                | 15               | 14               | –       | –       | –       | –       | –       |
| Усього в ДХЛ | Усього в ДХЛ      | Усього в ДХЛ | 790              | 47               | 109              | 156              | 530              | 149     | 7       | 18      | 25      | 88      |

### Збірна
| Рік                | Команда            | Турнір             | Місце              | І  | Г | П | О | ШХ |
| ------------------ | ------------------ | ------------------ | ------------------ | -- | - | - | - | -- |
| 2003               | Німеччина          | МЧС18              | 2-е                | 5  | 0 | 2 | 2 | 4  |
| 2005               | Німеччина          | МЧС                | 9-е                | 6  | 0 | 0 | 0 | 8  |
| 2013               | Німеччина          | ЧС                 | 9-е                | 6  | 0 | 0 | 0 | 4  |
| 2015               | Німеччина          | ЧС                 | 10-е               | 3  | 0 | 0 | 0 | 2  |
| Молодіжна збірна   | Молодіжна збірна   | Молодіжна збірна   | Молодіжна збірна   | 11 | 0 | 2 | 2 | 12 |
| Національна збірна | Національна збірна | Національна збірна | Національна збірна | 9  | 0 | 0 | 0 | 6  |